# Leucas manipurensis
Leucas manipurensis là một loài thực vật có hoa trong họ Hoa môi. Loài này được N.P.Singh mô tả khoa học đầu tiên năm 1998.